# Tiểu Hồ Đồ thần
Tiểu Hồ Đồ thần (tiếng Trung: 小糊涂神; bính âm: Xiǎo hútú shén) là một bộ phim hoạt hình hài hước của Đài truyền hình Trung ương Trung Quốc, ra mắt lần đầu năm 1998.

## Nội dung

### Nhân vật
- Tiểu Bảo (小宝): Một cậu học sinh Trung học, bạn rất thân của Tiểu Hồ Đồ thần
- Tiểu Hồ Đồ thần (小糊涂神): Một vị thần tí hon
- Lão Hồ Đồ thần (老糊涂神): Cha của Tiểu Hồ Đồ thần
- Lão Lão Hồ Đồ thần (老老糊涂神): Ông nội của Tiểu Hồ Đồ thần
- Đại Ma Bao (大魔包): Một gã lang thang, xấu tính - kẻ thù của Tiểu Bảo và Tiểu Hồ Đồ thần

## Chi tiết thú vị
Mỗi lần gặp khó khăn không thể giải quyết được, Tiểu Hồ thần thường niệm câu thần chú kinh điển của nhà Hồ Đồ (经典台词):
金糊涂，银糊涂，
比不上咱家的老糊涂 。
金糊涂，银糊涂，
不上咱家的老老糊。
(Hồ đồ vàng, hồ đồ bạc cũng không bằng lão hồ đồ nhà ta).

## Vinh danh
- Giải thưởng Kim Ưng lần thứ XVII.